# Монмут (Ајова)
Монмут (енгл. Monmouth) град је у америчкој савезној држави Ајова. По попису становништва из 2010. у њему је живело 153 становника.

## Демографија
Према попису становништва из 2010. у граду је живело 153 становника, што је -27 (-15.0%) становника више него 2000. године.
| Група             | 2000.       | 2010.       |
| Белци             | 177 (98,3%) | 148 (96,7%) |
| Афроамериканци    | 0 (0,0%)    | 1 (0,7%)    |
| Азијати           | 0 (0,0%)    | 1 (0,7%)    |
| Хиспаноамериканци | 0 (0,0%)    | 3 (2,0%)    |
| Укупно            | 180         | 153         |